# Держи (песня)
«Держи́» — песня российского певца Димы Билана, выпущенная 14 июня 2017 года в качестве второго сингла с его девятого студийного альбома «Эгоист» на лейбле Archer Music. Трек вошёл в топ-100 лучших песен 2017 года по версии Love Radio.

## Видеоклип
1 сентября 2017 года на YouTube-канале Димы Билана был выставлен видеоклип на песню «Держи». Съёмки проходили в Лиссабоне. Режиссёром клипа стал Леонид Колосовский. В видео снялась Мисс Мира 2008 Ксения Сухинова.

## 13 друзей Билана
20 августа 2021 года на своём творческом вечере на конкурсе «Новая волна» Дима Билан исполнил песню «Держи» в дуэте с Клавой Кокой. Позже композиция вошла в трибьют-альбом «13 друзей Билана», который вышел 12 ноября 2021 года.

## Чарты
| Чарт 2017                      | Высшая позиция в чартах |
| ------------------------------ | ----------------------- |
| СНГ (Top Radio Hits) TopHit    | 9                       |
| РОФ (Top Radio & YouTube Hits) | 3                       |
| РОФ (Top YouTube Hits)         | 4                       |

## История релиза
| Регион | Дата         | Формат                                  | Лейбл        |
| ------ | ------------ | --------------------------------------- | ------------ |
| Мир    | 14 июня 2017 | Радиоротация цифровые загрузки стриминг | Archer Music |

## Награды и номинация
| Год  | Премия        | Номинированная работа | Категория      | Результат |
| ---- | ------------- | --------------------- | -------------- | --------- |
| 2018 | Премия Муз-ТВ | Песня «Держи»         | «Лучшая песня» | Победа    |
| 2018 | Премия Муз-ТВ | Видеоклип «Держи»     | «Лучшее видео» | Номинация |